# 한국인터넷진흥원
한국인터넷진흥원(Korea Internet & Security Agency, KISA)은 대한민국의 인터넷 진흥, 인터넷 정보보호 및 그에 대한 국제 협력 업무를 수행하는 과학기술정보통신부 산하 위탁집행형 준정부기관이다. 한국인터넷진흥원의 설립 근거 법률은 정통망법 제52조이다. 2009년 7월 정부의 공공기관 선진화 정책에 따라 방송통신위원회 산하 3개 기관인 한국정보보호진흥원(KISA), 한국인터넷진흥원(NIDA), 정보통신국제협력진흥원(KIICA)이 통합되어 출범하였다. 2017년 11월 제5대 김석환 원장이 취임하였으며, 2018년 2월 기준으로 5본부 2실 10단 7센터 55팀으로 조직되어 있다. 본원은 전라남도 나주시 빛가람동 나주혁신도시에 위치해 있고, 서울청사는 서울특별시 송파구 가락동에, 분원으로 서초사무소가 있다. 또한 2016년부터 국가 간 협력 및 국내 정보보호기업의 해외진출 지원을 목적으로 해외 거점 사무소도 운영 중이다. 해외 거점은 각각 중동지역은 오만, 동남아시아 지역은 인도네시아, 중남미 지역은 코스타리카, 아프리카 지역은 탄자니아에 위치하여 운영하고 있다.
주요 기능은 다음과 같다.
1. 사이버침해사고 대응·예방 및 민관 협력체계 운영
2. 미래 인터넷·정보보호 산업의 성장기반 조성
3. 국제협력 및 정보보호산업 해외진출 지원

## 연혁
- 2009년 7월: 한국인터넷진흥원 창립

## 조직
- 감사실
  - 청렴감사팀

### 한국인터넷진흥원
- 소통협력실
- 미래정책연구실
  - 미래정책팀
  - 법제연구팀
  - 글로벌협력팀
  - ICT미래연구소

#### 경영기획본부
- 혁신경영단
  - 전략기획팀
  - 예산협력팀
  - 성과관리팀
  - 운영지원팀
  - 청사안전팀
- 인사팀
- 재무관리팀
- 정보보안팀

#### 정보보호산업본부
- 보안산업단
  - 보안산업기획팀
  - 보안산업진흥팀
  - 해외사업팀
- 보안인증단
  - 물리보안성능인증팀
  - 차세대암호인증팀
  - 보안수준인증팀
  - 클라우드인증팀
- 정보보호R&D기술공유센터
  - 보안기술확산팀
  - 보안위협대응R&D팀
  - 지능형사이버방어R&D팀
- 지역정보보호총괄센터
- 사이버보안인재센터
  - 보안교육기획팀

#### 인터넷서비스지원본부
- 디지털진흥단
  - 디지털정책기획팀
  - 디지털문서진흥팀
  - 디지털문서기술팀
- 블록체인진흥단
  - 블록체인확산팀
  - 핀테크진흥팀
- 인터넷기반단
  - 인터넷기반조성팀
  - 인터넷주소정책팀
  - 인터넷주소기술팀
- 특구사업지원단
  - 특구사업기획팀
  - 특구기술지원팀
- ICT분쟁조정지원센터
  - 전자문서·전자거래분쟁조정윈원회사무국
  - 인터넷주소분쟁조정위원회사무국
  - 정보보호산업분쟁조정위원회 사무국
  - 온라인광고분쟁조정위원회 사무국

##### 사이버침해대응본부
- 침해대응단
  - 사이버보안정책기획팀
  - 종합대응팀
  - 탐지팀
  - 상황관제팀
- 침해사고분석단
  - 종합분석팀
  - 사고분석팀
  - 취약점분석팀
  - 취약점점검팀
- 융합보안단
  - 융합보안정책팀
  - 융합보안지원팀
  - 융합기반보호팀
  - 전자정보보호팀
- 사이버보안빅데이터센터
  - 침해대응협력팀
  - AI빅데이터보안팀(TF)

##### 개인정보보호본부
- 개인정보정책단
  - 개인정보정책기획팀
  - 개인정보제도팀
  - 개인정보협력팀
  - 개인정보자율보호팀
- 개인정보조사단
  - 개인정보탐지조사팀
  - 개인정보사고조사팀
  - 개인정보침해조사팀
  - 118상담팀
- 데이터안전활용단
  - 데이터안전기반팀
  - 데이터활용지원팀(TF)
- 이용자보호단
  - 스팸정책팀
  - 스팸조사팀
  - 위치정보팀

## 같이 보기
- .kr
- 대학정보보호동아리연합회